# تاليدا تولناي
تاليدا تولناي (بالرومانية: Talida Tolnai)‏ مواليد 21 أغسطس 1979 في زالاو، رومانيا، هي لاعبة كرة يد رومانية تلعب كحارس مرمى. مثلت منتخب رومانيا لكرة اليد للسيدات. شاركت في دورة الألعاب الأولمبية الصيفية سنة 2000. حققت المركز الثالث في بطولة أوروبا لكرة اليد للسيدات 2010.

## سجل المنافسة
شاركت في البطولات التالية:
- بطولة العالم لكرة اليد للسيدات 2007
- بطولة العالم لكرة اليد للسيدات 2011
- بطولة العالم لكرة اليد للسيدات 2013
- بطولة أوروبا لكرة اليد للسيدات 2008
- بطولة أوروبا لكرة اليد للسيدات 2010
- بطولة أوروبا لكرة اليد للسيدات 2012

## الميداليات
| الميدالية | المسابقة                            |
| --------- | ----------------------------------- |
| برونزية   | بطولة أوروبا لكرة اليد للسيدات 2010 |

## روابط خارجية
- تاليدا تولناي على موقع الاتحاد الأوروبي لكرة اليد (الإنجليزية)
- تاليدا تولناي على موقع اللجنة الأولمبية الدولية (الإنجليزية)
- تاليدا تولناي على موقع أوليمبيديا (الإنجليزية)
- تاليدا تولناي على موقع اللجنة الأولمبية الرومانية (الرومانية)